# Charles Gunn
Charles Edward James Gunn (ur. 14 sierpnia 1885 w St. Pancras w Londynie, zm. 30 grudnia 1983 w Chichesterze w hrabstwie West Sussex) – brytyjski lekkoatleta chodziarz, medalista olimpijski z Antwerpii.
Na igrzyskach olimpijskich w 1920 w Antwerpii zdobył brązowy medal w chodzie na 10 kilometrów, przegrywając jedynie z Ugo Frigerio z Włoch i Josephem Pearmanem ze Stanów Zjednoczonych. Startował także w chodzie na 3000 metrów, gdzie w finale zajął 10. miejsce.